# Hermon (Los Angeles)
Hermon è un quartiere dell'EstSide di Los Angeles, posto in una valle ampia mezzo miglio quadrato.
Confina con il fiume Arroyo Seco e la storica freeway 110 ad ovest, con Monterey Hills a sud e con la città di South Pasadena a nord e ad est.
La comunità è parte della città di Los Angeles dal 1912 anche se mantiene una propria unica identità. Hermon è principalmente un centro residenziale.
Sono presenti un piccolo distretto d'affari, le scuole elementari, una Charter school oltre a due parchi.

## Storia
Hermon fu fondato nel 1903 quando la Free Methodists Church ottenne questa isolata valle dal proprietario Ralph Rogers con l'obbiettivo di creare una scuola. La scuola poi crebbe divenendo nel 1934 il Los Angeles Pacific College che si fuse con l'Azusa Pacific University a metà degli anni sessanta.
Migliori collegamenti tra Hermon ed il resto di Los Angeles furono stabiliti nel 1926 con la costruzione di un ponte che attraversa il fiume Arroyo Seco ed in seguito con la costruzione nel 1930 della Monterey Road e nel 1939 del Hermon Avenue Bridge.

## Educazione
Il Los Angeles Unified School District gestisce le scuole del distretto. Ad Hermon è attiva la Bushnell Way Elementary School.